# Radomir (huyện)
Radomir là một huyện thuộc tỉnh Pernik, Bungaria. Dân số thời điểm năm 2001 là 24756 người.